# 茂梅
茂梅，另译茂迈，旧称木迈，是缅甸掸邦萊林縣茂梅镇区下辖的一个镇，也是茂梅镇区的治所。

## 历史
中国远征军第49师曾驻扎于木迈地区。在二战缅甸战场，泰国军队曾分两路配合日军攻入景栋、木迈地区。